# 寒山拾得 (森鷗外)
『寒山拾得』（かんざんじっとく）は森鷗外の短編小説。1916年（大正5年）1月、『新小説』に発表された。

## あらすじ
貞観の頃、台州の知事職に相当する主簿を務めることとなった閭丘 胤（りょきゅう いん）は、求道者でもなければ、反対に無頓着な人でもなく、道を求めている他者に「盲目の尊敬」をもって接する人間であった。赴任の当日、リュウマチ性の頭痛に悩まされていた彼の元に一人の乞食坊主が訪れる。閭（鷗外の誤りで、正確には姓が閭丘＝以下訂正）の頭痛をまじないによって見事に治癒したこの男は台州・天台山国清寺の豊干（ぶかん）と名乗り、これから同地へ赴く閭丘が会いに行くべき偉い人はいないかと尋ねると、それぞれ文殊菩薩と普賢菩薩の化身だという寒山と拾得の名を挙げて去っていった。この出来事のために、閭丘は台州につくと間も無く二人が暮らしている国清寺を目指したのであった。丸二日かけてやってきた閭丘は道翹（どうぎょう）と言う僧に案内されるかたわら、豊干や拾得についての話を聞く。実際に二人と対面するため台所へ通されると、みすぼらしい身なりをした二人の小男が火に当たっていた。閭丘は聖人に接する意識で自らの官職を述べる拝礼をしたが、寒山と拾得は大声で笑ったかと思うとその場から逃げ去ってしまった。

## 概論
1915年（大正4年）の11月29日に脱稿。『新小説』で発表されてから二年の後に春陽堂から発刊の『高瀬舟』に収録された。「寒山拾得縁起」は寒山詩の広告を新聞で読み興味をもった自身の子に説明として語った寒山拾得の話が元となってこの作品が出来たとしている。1943年の斎藤茂吉の解説は作品の受けた評価について「この小説は徹頭徹尾簡浄の筆を以て運ばれてゐるので、當時の文壇では、此小説に言及した文章が皆無と謂って好かった」と述べている。「森鷗外作品事典」では「身分意識・事大主義が「哄笑」によって顛倒されるところに、作者の退官前の境涯も投影していて、特異な魅力をもつ作品となっている」と評されている。

## 材源
鷗外自身は「寒山拾得縁起」の中で「私は丁度其時、何か一つ話を書いて貰ひたいと頼まれてゐたので、子供にした話を、殆其儘書いた。いつもと違て、一冊の參考書をも見ずに書いたのである」と語っている。斎藤茂吉は同じ部分を引いて、「他の小説を書かれる時には、その資料を整へるだけでも並々ならぬ手数をかけるのが常であるのに、この小説は、恐らく嘗て讀まれた白隠の寒山詩闡提記聞の記憶に據ったに過ぎぬであろう」と、この主張を支持する姿勢を見せ、視点人物である閭丘胤（りょきゅう いん）の姓、役職や待遇の表記を間違えている点については「大體の記憶で書いてしまつたために誤つたものである」と推測していた。このように『寒山詩闡提記聞』に取材しているであろうということは広く知られていたのだが、古田島洋介によって東京大学総合図書館・鴎外文庫中の『寒山詩闡提記聞』に挟まれていたメモに関して研究がなされ、同書を実際に参照しながら本作品が執筆された可能性があることがわかってきた。